# Musée Calvet
Das Musée Calvet ist ein französisches Museum in Avignon.
Dank des Reichtums und der Bedeutung seiner Sammlungen gilt es als „klassisches französisches Museum“. Die Sammlungen umfassen die Bereiche Archäologie, Bildende Kunst, Kunsthandwerk, vor allem Schmuck, Fayence, Porzellan, Bildwirkerei, Kunstschmiedearbeiten und Völkerkunde in Asien, Ozeanien und Afrika.

## Geschichte

### Das Stadthaus Villeneuve-Martignan
An der Stelle des heutigen Stadthauses befand sich ursprünglich der Livrée de Cambrai, benannt nach seinem letzten Inhaber, dem Kardinal Pierre d’Ailly, Bischof von Cambrai. 1719 wurde das Gebäude an François-René de Villeneuve, den Marquis von Arzelier und Seigneur des Fürstentums Orange, verkauft.

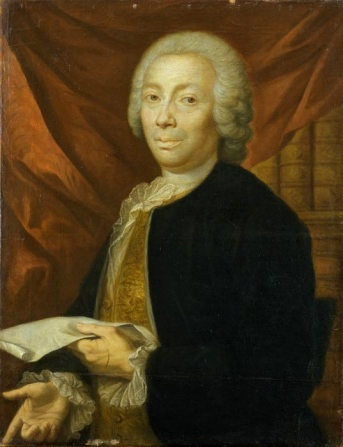
Porträt von Esprit Calvet, gemalt von Philippe Sauvan (1698–1789)

1734 beschloss sein Sohn Jacques-Ignace de Villeneuve, seinem Wohnsitz ein neues Gebäude hinzuzufügen, das unter der Leitung von Thomas Lainée gebaut wurde. Dieser riss 1741 alle Bauten ab, um nach den Plänen von Jean-Baptiste Franque einen Neuanfang zu wagen. Die Arbeiten dazu wurden erst 1749 beendet. Das Stadthaus wurde 1802 vom Kaufmann Deleutre erworben, der es anschließend an die Stadt von Avignon vermietete, um die Sammlungen von Esprit Calvet auszustellen. Es wurde von der Stadtgemeinde am 3. März 1833 gekauft, um es in ein Museum umzuwandeln. Das Stadthaus wurde am 1. Oktober 1963 als Monument historique eingestuft.

### Das Museum
Als großer Sammler und Physiokrat in Ausbildung widmete Esprit Calvet sein Leben der Medizin und der Kunst. 1810 vermachte er sein Geburtshaus, eine große Bibliothek, eine naturhistorische Sammlung und einen schönen antiken Schrank an die Stadt Avignon, mit den nötigen Mitteln, um diese aufrechtzuerhalten. Ein napoleonischer Erlass, der auf den 9. April 1811 datiert und aus dem Palais des Tuileries stammt, erlaubte es dem Bürgermeister von Avignon, das Museum zum Wohle der Stadt zu nutzen. Das Musée Calvet, das ihm zu Ehren benannt wurde, beherbergt viele seiner Kunstwerke. 1946 kam die Stiftung des Sammlers Émile Joseph-Rignault mit Werken des 19. und 20. Jahrhunderts ins Museum. Seit den 1980er Jahren ist das Musée Calvet in Avignon in zwei Teile aufgeteilt, die sich auf zwei Gebäudeblöcke erstrecken: Das Museum für Bildende Kunst ist im Stadthaus von Villeneuve-Martignan aus dem 18. Jahrhundert geblieben, während sich das Lapidarium in der alten Kapelle der Jesuitenschule in der Rue de la République befindet.

### Konservatoren des Musée Calvet
Leiter ist der  Conservateur (Konservator)
- 1814–1823 : Pierre-Bertrand Dejean
- 1823–1838 : Joseph-Bénézet-Xavier Guérin
- 1838–1840 : Marie-Charles-Jean-Louis-Casimir De Blégier
- 1841–1849 : Dominique-Victor-Hyacinthe Chaubaud
- 1849–1851 : Esprit Requien
- 1852–1890 : Augustin Deloye
- 1890–1906 : Léon-Honoré Labande
- 1906–1949 : Joseph Girard
- 1949–1984 : Georges De Loye
- 1984–1991 : Marie-Pierre Foissy-Aufrère
- 1992–1994 : Odile Cavalier
- 1995–2004 : Pierre Provoyeur
- 2005–2015 : Sylvain Boyer
- 2016–2018: Pascale Picard
- seit 2018: Odile Cavalier

## Sammlungen des Museums

### Bildende Kunst
Das Museum für Bildende Kunst, im Stadthaus von Villeneuve-Martignan, beherbergt Kunstobjekte, Skulpturen und Gemälde vom 16. bis zum 20. Jahrhundert. Die Gemäldesammlung umfasst Werke vom 15. bis zum 20. Jahrhundert.
Bei den Gemälden finden sich Werke von Künstlern wie zum Beispiel Josse Lieferinxe, Luis de Morales (Ecce Homo), Simon de Châlons, Giorgio Vasari, Jan Brueghel der Jüngere, Frans Franken (Cabinet à peintures), Abraham Bloemaert, Salomon de Bray, Jan Weenix, Jan Frans van Bloemen, Pierre Mignard, Nicolas Mignard, Luca Giordano (La mort de Lucrèce), Salvator Rosa, Sebastiano Ricci, Giovanni Paolo Pannini, Nicolas de Largillière, Hubert Robert, Claude Joseph Vernet und Jacques-Louis David (La Mort du jeune Bara).
Die Malerei vom 19. Jahrhundert bis zum Beginn des 20. Jahrhunderts wird durch die Gemälde von Elisabeth Vigée-Lebrun, Théodore Géricault (Portrait de femme), Théodore Chassériau, Honoré Daumier, Camille Corot, Édouard Manet (Nature morte au chapeau espagnol), Armand Guillaumin, Alfred Sisley (L'église de Moret), Emile Bernard, Pierre Bonnard, Maurice de Vlaminck, Chaim Soutine (darunter Dorftrottel) und  Albert Gleizes vertreten.
Skulpturen: Werke von Francesco Laurana, Giambologna, James Pradier (Cassandre mourante), Camille Claudel, sowie eine Gruppe italienischer und nordischer Bronzen aus dem 16. und 17. Jahrhundert und die fünfzehn Tondi du Rosaire (Spanien, Anfang 17. Jahrhundert).

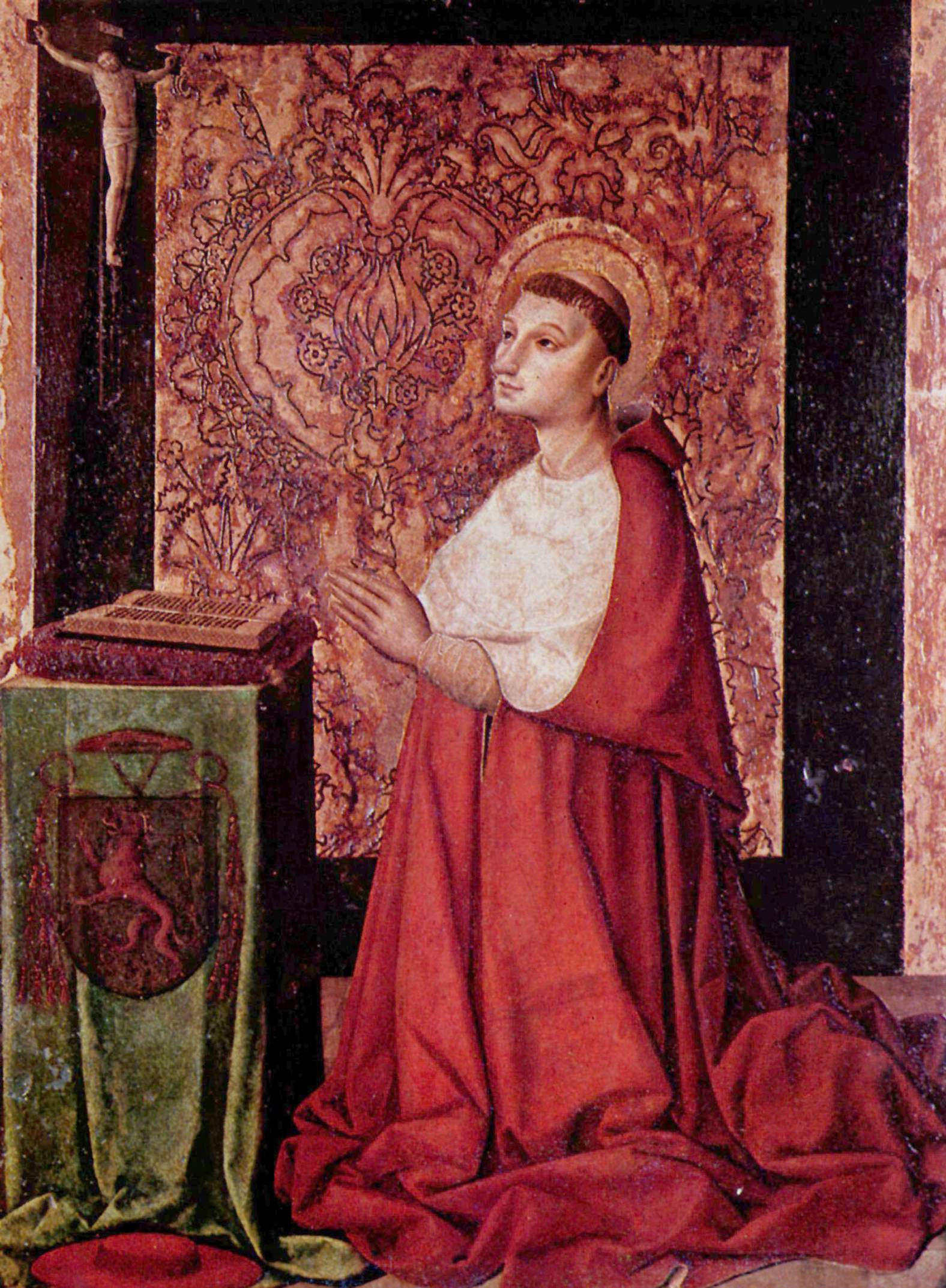
Kardinal Peter von Luxemburg vom Meister der Pietà von Avignon
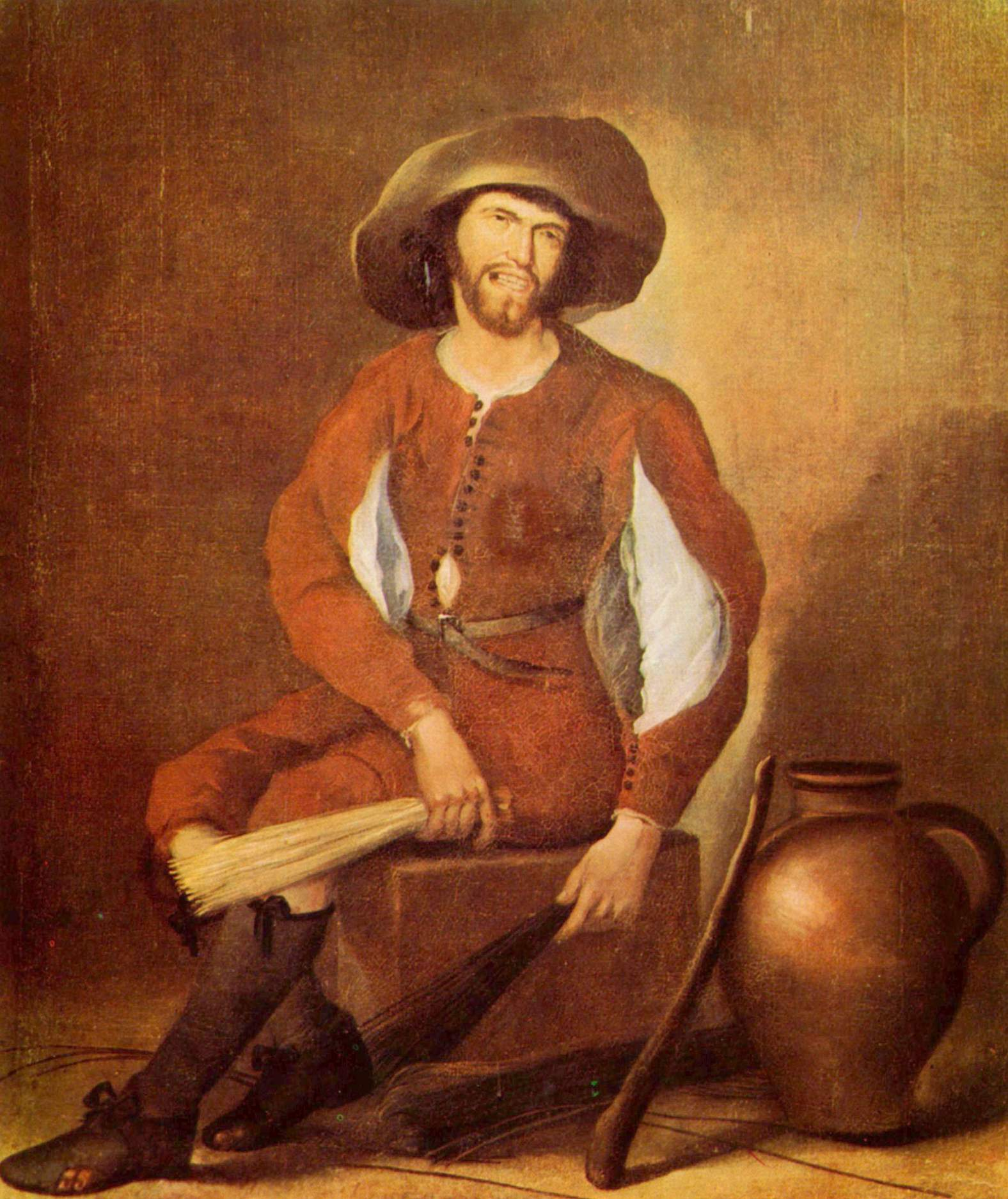
Der Besenbinder von Francisco de Herrera der Ältere
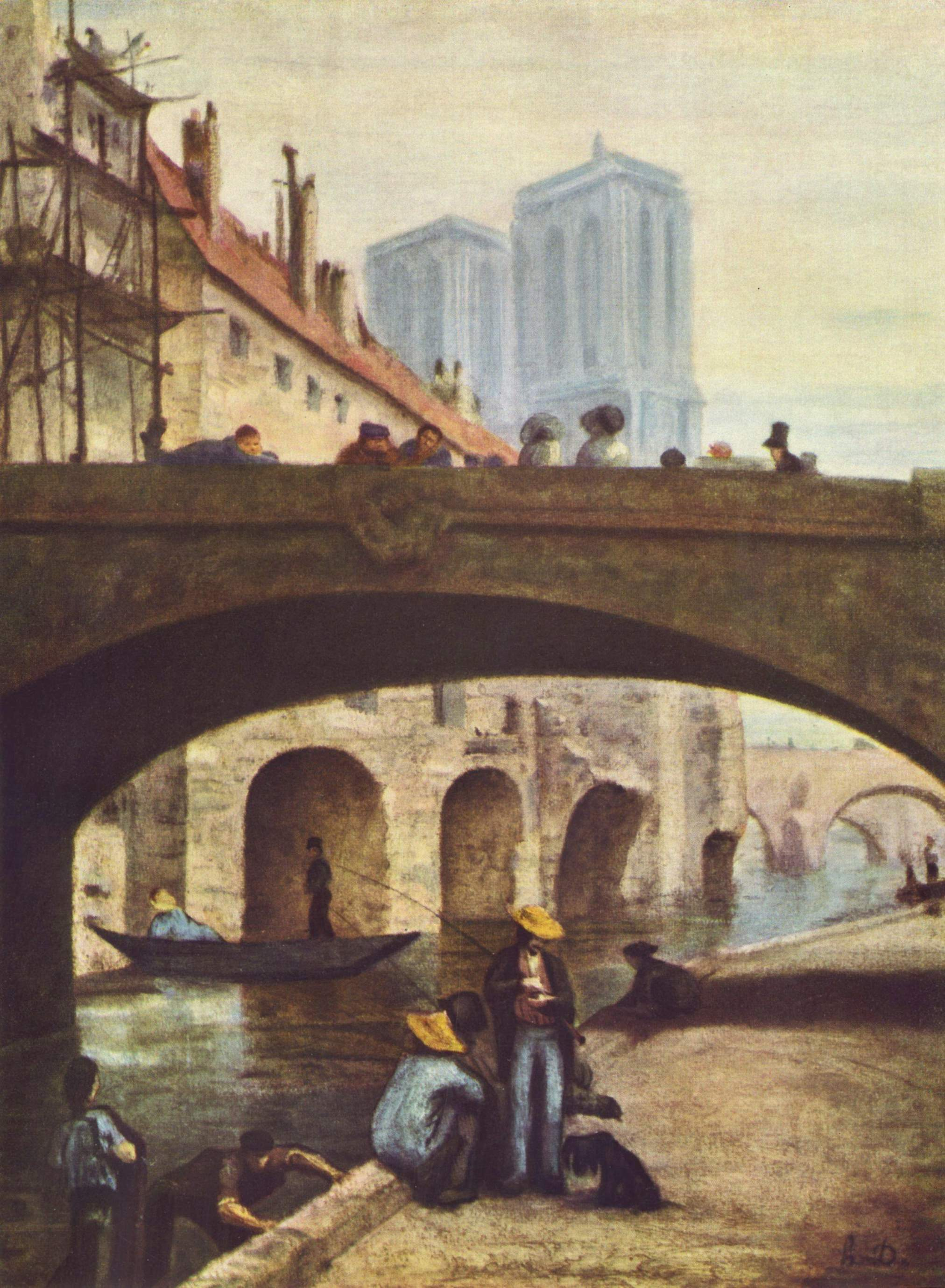
Die Türme von Notre-Dame in Paris von Honoré Daumier
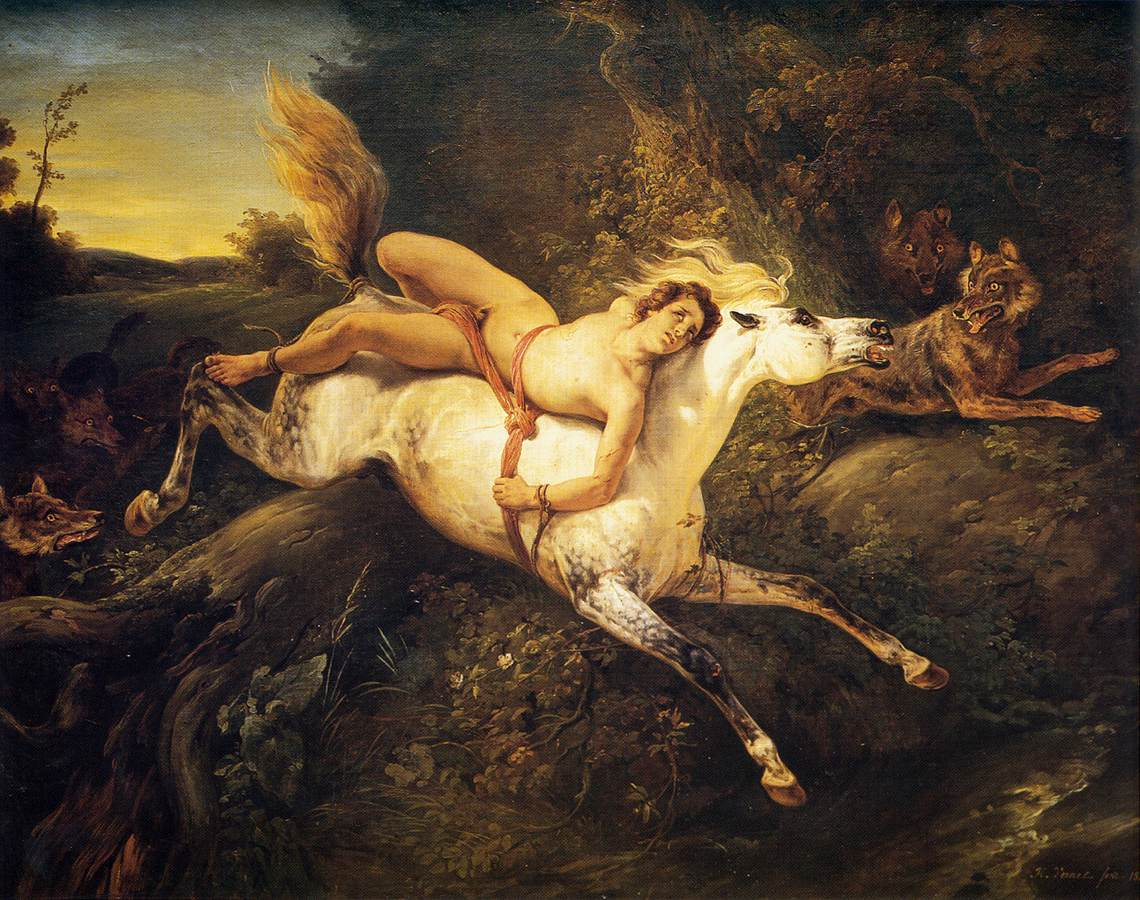
Mazeppa und die Wölfe von Horace Vernet
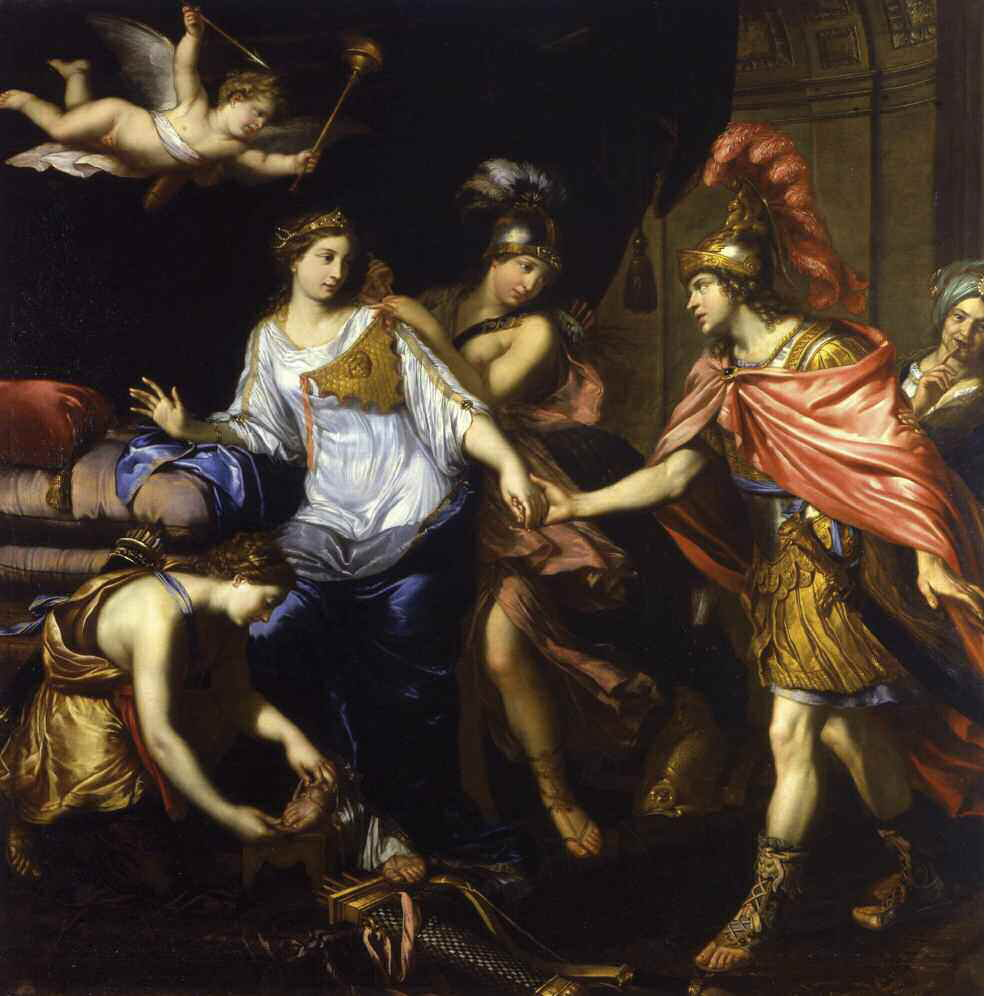
Die Königin der Amazonen, Pierre Mignard gewidmet

### Archäologie im Lapidarium
Das Lapidarium zeigt die Stele von Lauris-Puyvert und bietet Sammlungen der ägyptischen, griechischen und römischen Kultur.

#### Die ägyptische Sammlung
Das Lapidarium präsentiert eine interessante Sammlung ägyptische Antiken, die sich hauptsächlich aus Stelen, Bronzestatuen sowie Gegenständen aus dem Alltagsleben und verbunden mit dem Jenseitsglauben, zusammensetzt.

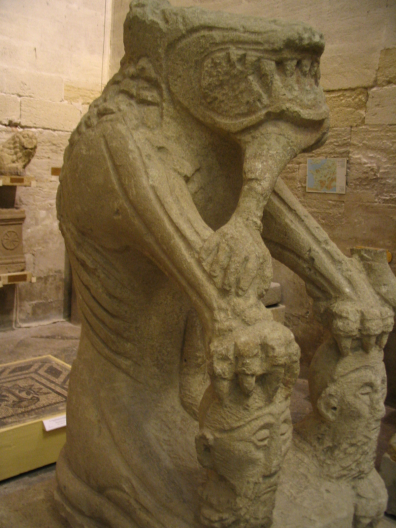
Tarasque von Noves
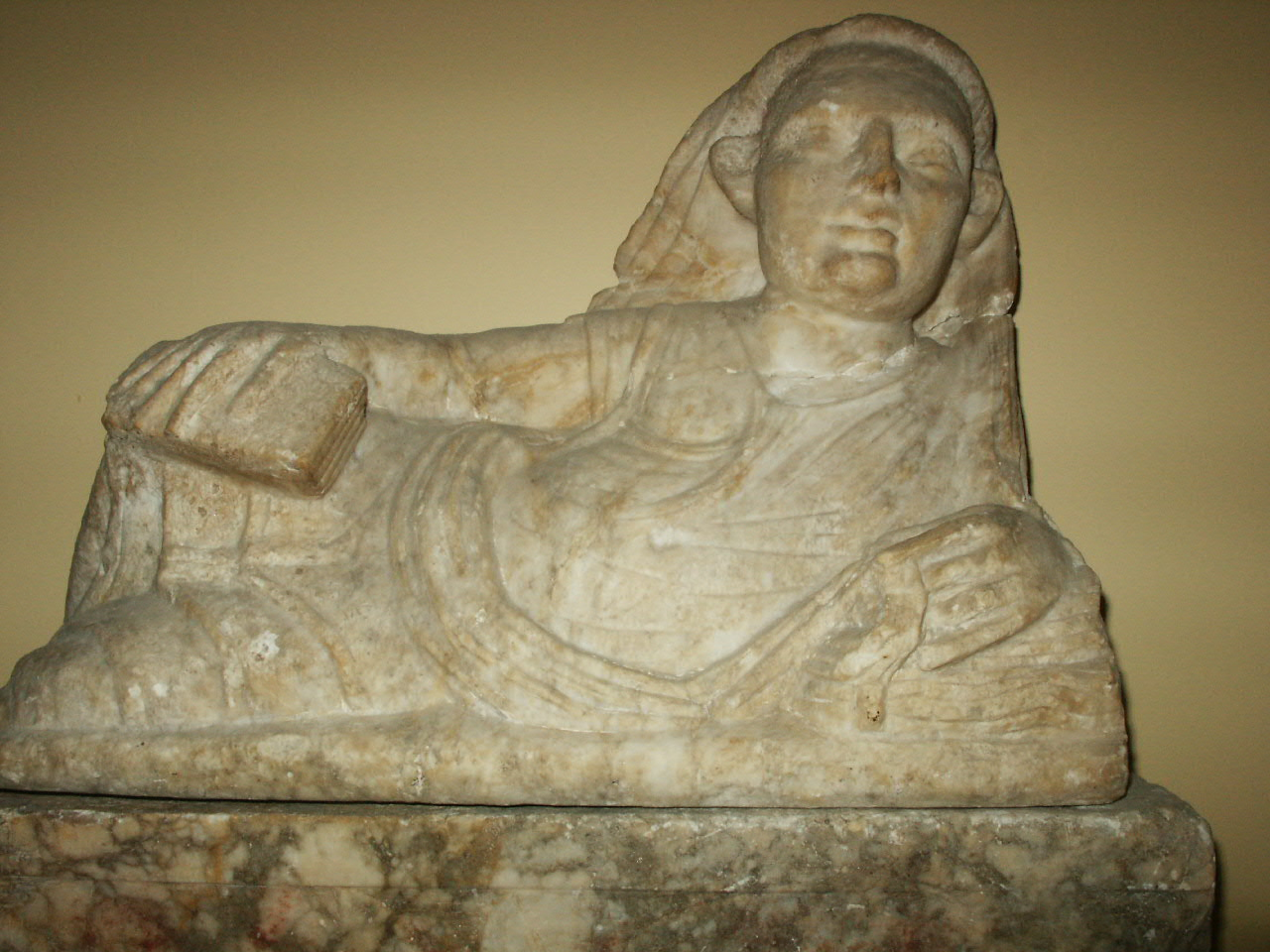
Etruskischer Sarkophag
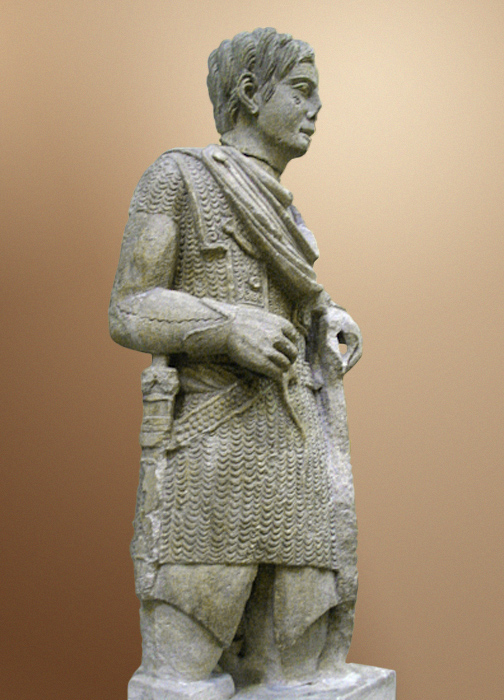
Gallischer Krieger von Vachères
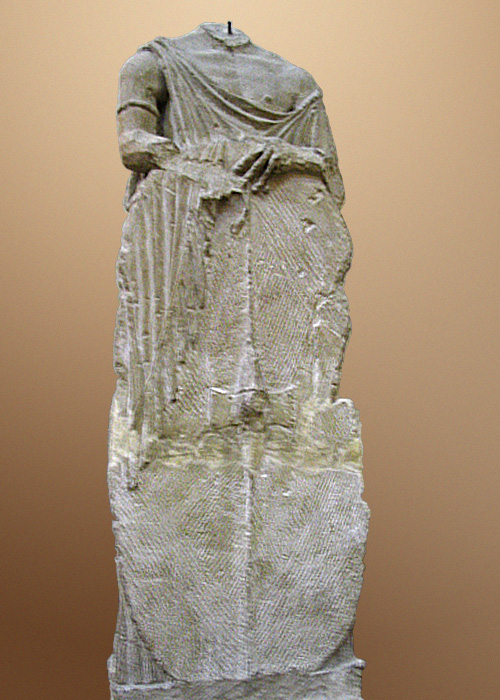
Gallischer Krieger von Mondragon
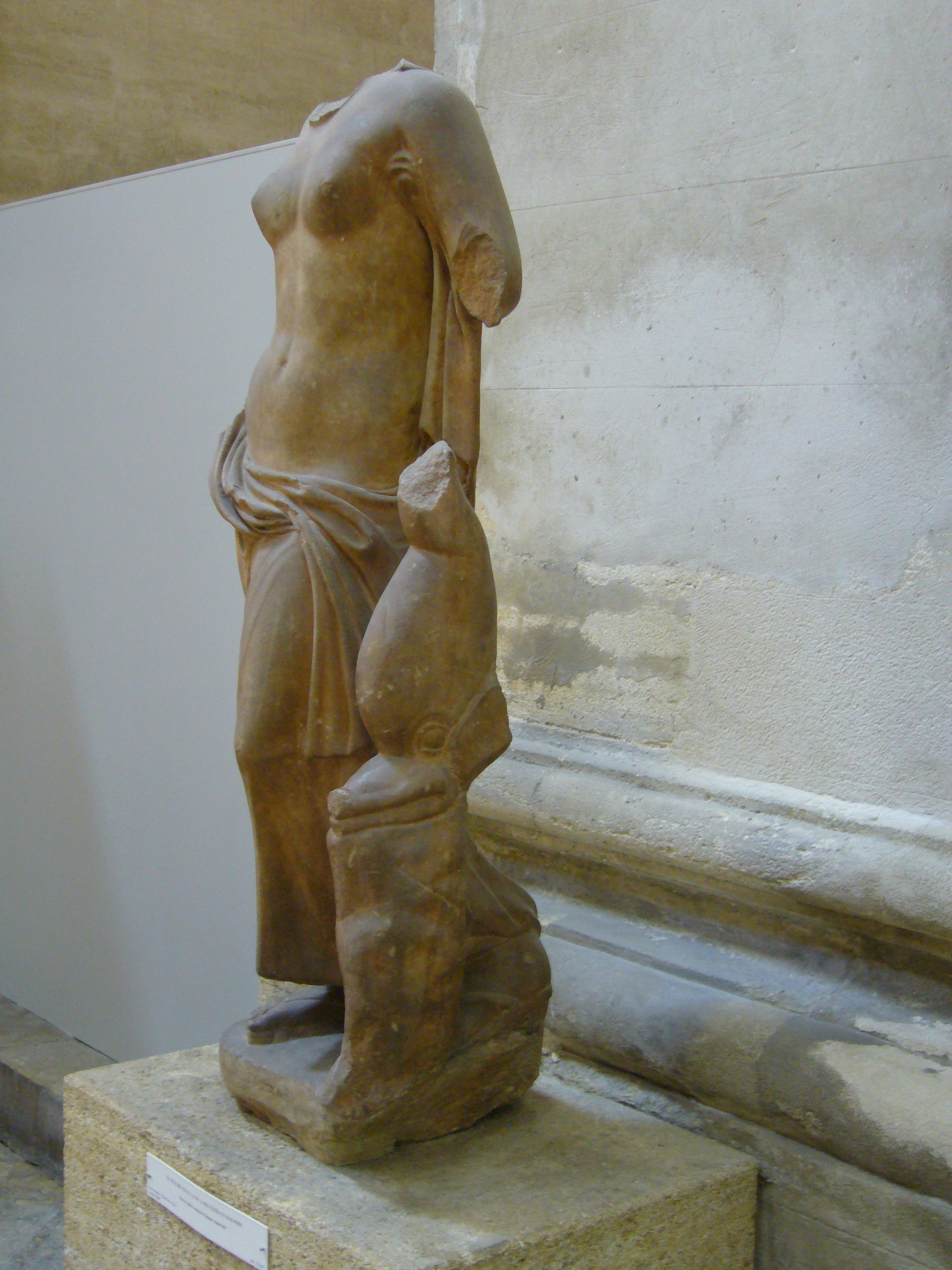
Venus mit Delphin

## Die Fondation Calvet
Die Fondation Calvet (Calvet-Stiftung) ist der Geldgeber des Musée Calvet und der Bibliothek. Sie übernimmt die gleiche Funktion für das Lapidarium, für den Petit Palais, das Naturkundemuseum sowie für weitere Museen in Avignon.